# Франсіско Санчес де лас Брозас
Франсіско Санчес де лас Брозас (ісп. Francisco Sánchez de las Brozas, El Brocense, лат. Franciscus Sanctius Brocensis 1523—1600 (або 1601)) середньовічний іспанський філолог і гуманіст.

## Біографія
Народився у містечку Бросас у провінції Касерес. Навчання розпочав в містечку Евора де вивчав латину та інші гуманітарні науки, продовжив освіту у Лісабоні тут він поступив на службу королеві Катерині І-й і Жуану ІІІ-му Португальському і залишався на службі португальському двору аж до смерті принцеси 1545 р. Слідуючи побажання і за підтримки своїх родичів переїхав до університету Саламанки де вивчав мистецтво і теологію, проте навчання не завершив. У Саламанці він знайомиться із студентом Хуаном де Мал Ларом (1524 – 1571) майбутнім іспанським поетом і драматургом доби Відродження. В цей час одружується із Анною Руіз дель Пессо, яка народила йому шістьох дітей. Ставши відвцем у 1554 р. одружується вдруге, на родичці своєї дружини, котра народжує йому ще шістьох дітей. Посів кафедру риторики у Саламанці 1573 р., а у 1576 р. очолив секцію Давньогрецької мови.

## Твори
- Declaración y uso del reloj español (1549)
- Edition and commentary of Angelo Poliziano, Angeli Politiani: Sylvæ, nutricia, manto, rusticus, ambra illustratum per Franciscum Sanctium Brocensem, Salmanticæ: excudebat Andreas a Portonariis, 1554.
- De arte dicendi (1556)
- Edition and commentary of the Emblemata by Alciati: Comment. in And. Alciati Emblemata: nunc denuò multis in locis accurate recognita et quamplurimis figuris illustrata Lugduni: apud Guliel. Rouillium, 1573.
- Comentarios до робіт Ґарсіласо де ла Вега (1574)
- Edition of Pomponii Melæ De situ orbis (1574)
- Organum dialectum et rethoricum cunctis discipulis utilissimum et necessarium (Lyon, 1579)
- Sphera mundi ex variis auctoribus concinnata (1579)
- Paradoxa (1581)
- Grammaticæ Græcæ compendium (1581)
- Comentarios до робіт Juan de Mena[es] (1582)
- Minerva sive de causis linguæ Latinæ (Salamanca: Renaut, 1587)
- Veræ brevesque Latinæ institutiones (1587)
- De nonnulis Porphyrii aliorumque in dialectica erroribus (1588)
- Edition of the Bucolics by Virgil (1591)
- Edition and commentary of the Ars poetica by Horace: In Artem Poeticam Horatii Annotationes, Salmanticæ: Apud Joannem & Andream Renaut, fratres, 1591.
- Arte para saber latín (1595)
- Edition and commentary of Auli Persii Flacci Saturæ sex: cvm ecphrasi et scholiis Franc. Sanctij Brocen. Salmanticæ: apud Didacum à Cussio, 1599.
- Doctrina de Epicteto (1600)